# Casiano Delvalle
Casiano Delvalle (Lambaré, 13 agosto 1970) è un ex calciatore paraguaiano, di ruolo attaccante.

## Palmarès

### Club

#### Competizioni nazionali
- Coppa della Cina: 2

Beijing Guoan: 1997, 2003
- Supercoppa di Cina: 1

Beijing Guoan: 1997
- China League One: 1

Guangzhou Yiyao: 2007